# Lågstadium

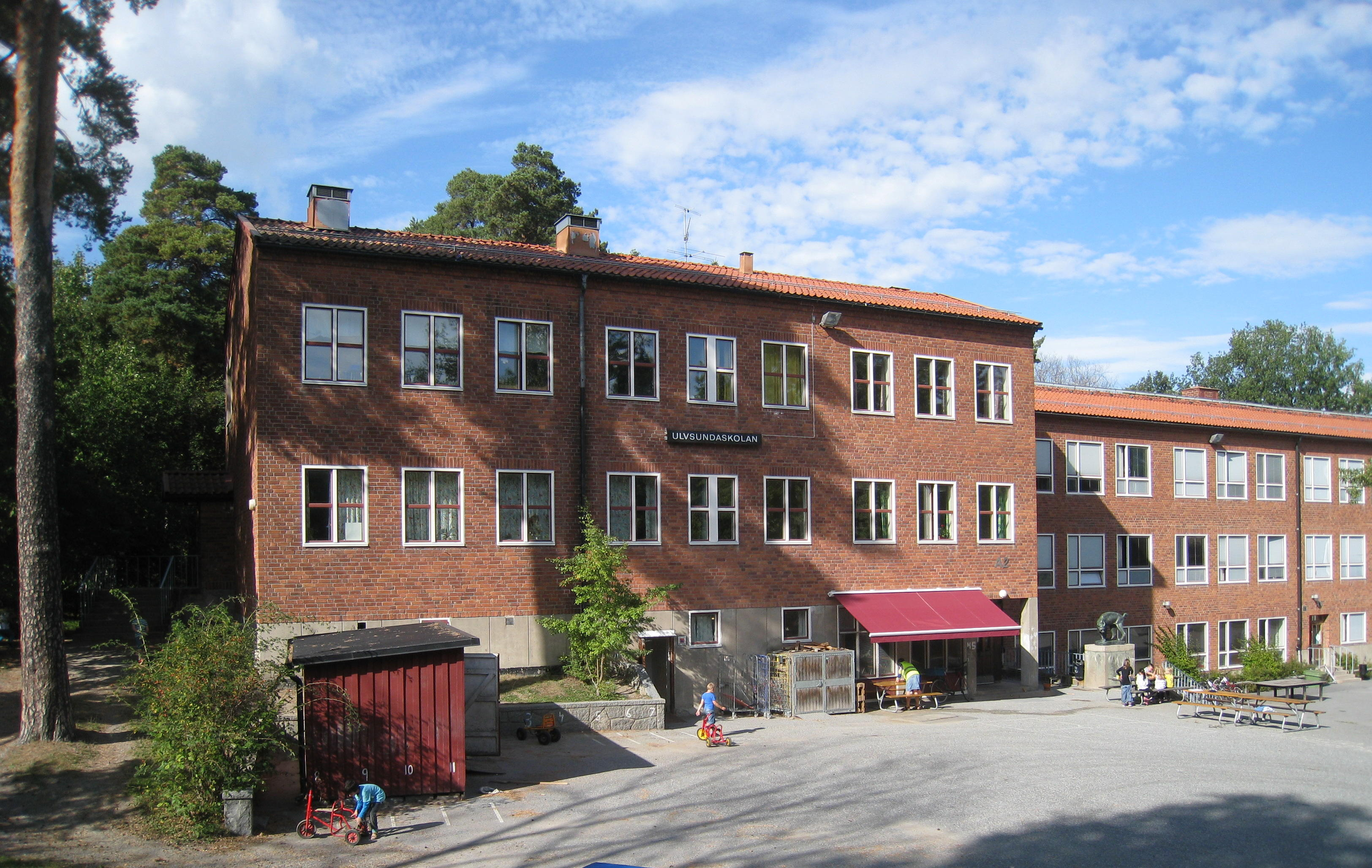
Ulvsundaskolan, en lågstadieskola i Bromma.

Ett lågstadium är en skolterm som används i Sverige, och tidigare har använts i Finland, för den obligatoriska skolans tidiga år. Småskolan var ett äldre begrepp med samma innebörd.

## Sverige
I Sverige var lågstadium en beteckning på årskurs 1–3 i den 9-åriga svenska enhetsskolan, från 1949, och grundskolan fram till 1994. Mellan 1994 och 2011, då läroplanen Lpo 94 gällde, gjordes försök med så kallade tidigare- och senarelärare, och stadiebegreppen försvann alltmer ur skoldokumenten. När förskoleklassen infördes i svenska skolor 1998, fick inte sexorna fysiskt rum på många skolor, som då blev F–5-skolor på grund av utrymmesbristen.
I och med läroplanen Lgr 11 reformerades lärarutbildningen, och en grundlärarutbildning med inriktning för lågstadiet (F–3) respektive mellanstadiet (4–6) och en ämneslärarutbildning för högstadiet (7–9) återinfördes i den svenska skolan. Många skolor återgick informellt till den nygamla stadiemodellen, och sjätteklassen återinfördes på de flesta F–5-skolor.
Med ändringar i Skollagen 2018 återinfördes beteckningen "lågstadium" för årskurs 1–3.

## Finland
I Finland var lågstadium beteckning på årskurs 1–6 i grundskolan från 1972 fram till 1999, då grundskolan (årskurs 1–9) blev en enda administrativ enhet. Termerna lågstadium och högstadium (för årskurs 7–9) används dock fortfarande informellt.